# Rugby à XV au Monténégro
Cet article traite du rugby à XV au Monténégro.
Le rugby à XV ne commence à se développer qu'à l'indépendance du pays en 2006.

## Organisation
La Fédération monténégrine de rugby à XV organise le rugby dans le pays. Elle n'est pas encore membre de World Rugby.

## Équipe nationale
L'équipe du Monténégro de rugby à XV représente le pays lors des rencontres internationales. Elle joue son premier match le 10 avril 2015 contre l'Estonie, match gagné 29 à 27.

## Compétitions nationales
Le championnat du Monténégro de rugby à XV regroupe les meilleurs clubs du Monténégro. En 2014, 6 clubs participent aux championnats, tandis que deux autres clubs sont en création pour rejoindre la ligue l'année d'après.